# ヨアヒム・バランデ
ヨアヒム・バランデ（Joachim Barrande、1799年8月11日 - 1883年10月5日）は、フランス生まれで、チェコで活動した地質学者、古生物学者である。

## 経歴
オート＝ロワール県の ソーグ で生まれた。エコール・ポリテクニークで工学を学んだ。ボルドー公爵（後のシャンボール伯アンリ・ダルトワ）の家庭教師を務めた。
1830年にブルボン家が亡命すると、バランデも従いイギリス、その後プラハに亡命した。1831年にプラハに移住し、ボヘミアの地層の化石に興味をもった。
1839年に出版されたロデリック・マーチソンのシルル紀の研究に影響されて、ボヘミア地方の同年代地層の組織的な研究を行った。 10年間にわたり、化石を収集し、3,500にものぼる腕足類、軟体動物、三葉虫や魚類の化石の試料を集め、研究した。1852年に、著書『Systeme silurien du centre de la Boheme』の最初の巻を出版し、1881年までに21巻まで発表した。また多くの論文を発表した。1857年、ロンドン地質学会のウォラストン・メダル、1881年コテニウス・メダルを受賞した。
ジョルジュ・キュヴィエの「天変地異説」の支持者で、チャールズ・ダーウィンの進化論に反対する立場をとった。化石の発生する地層が、化石を含まない別の層に囲まれているとする「コローニー説」を唱えた。

## 著書の図版

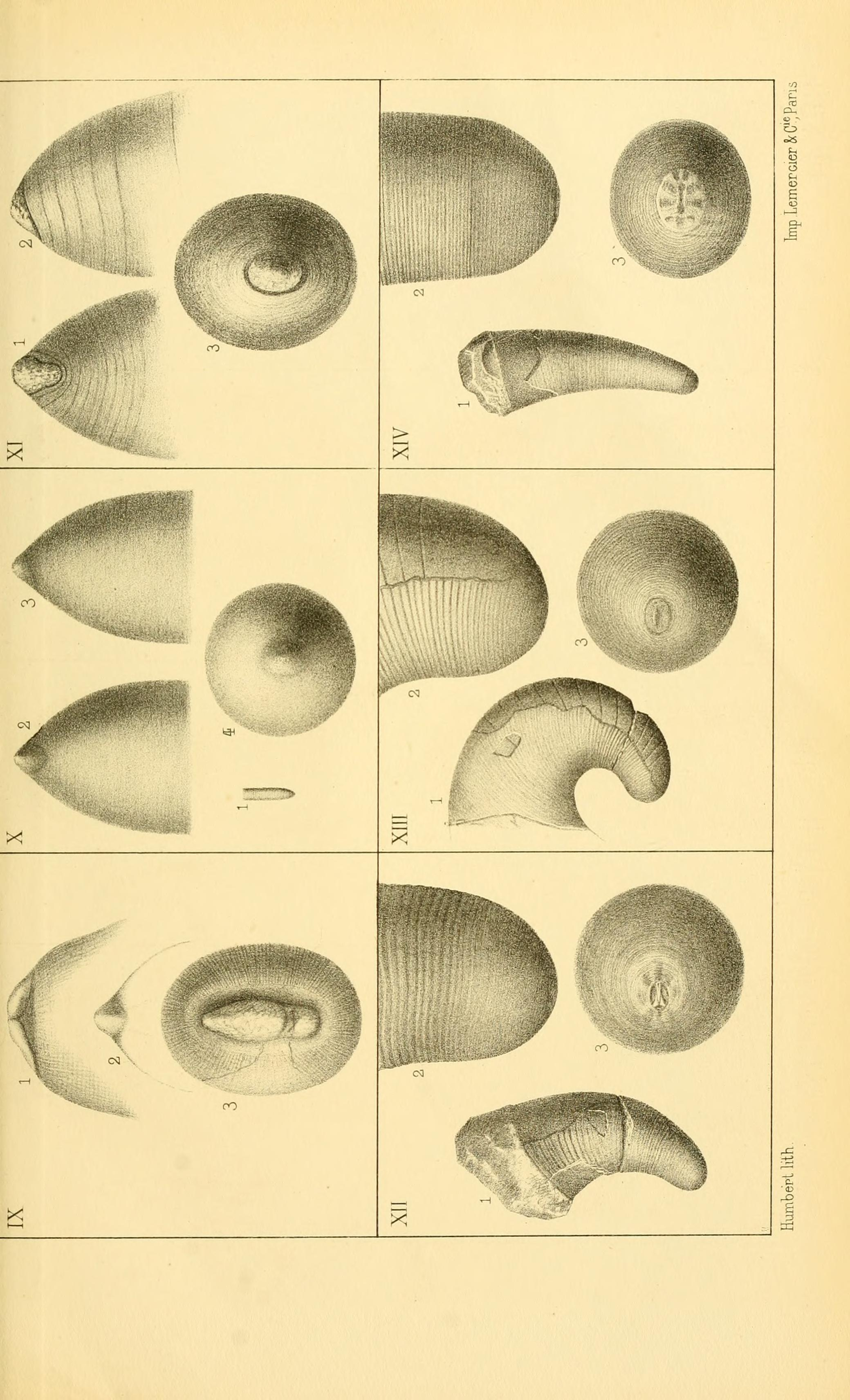
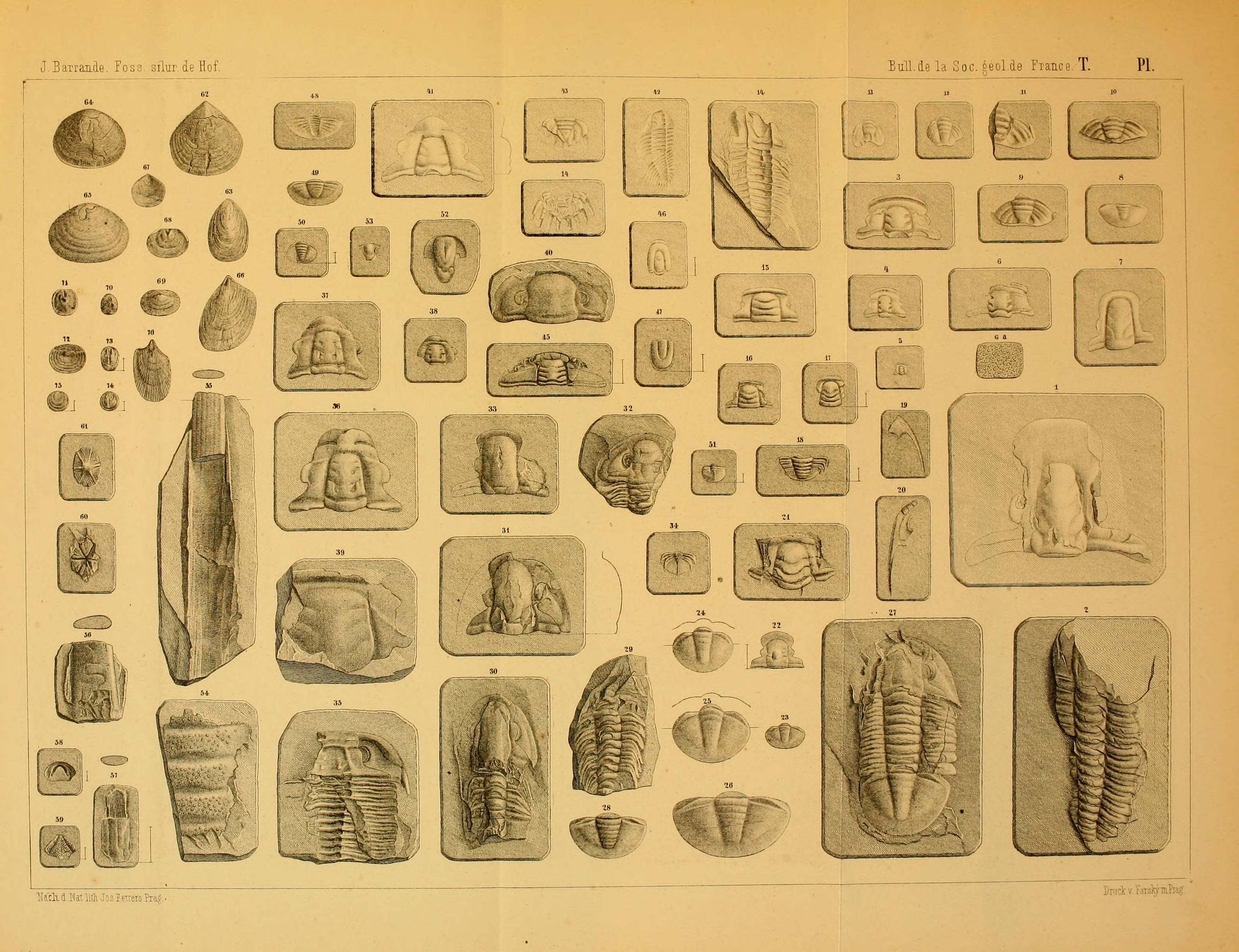
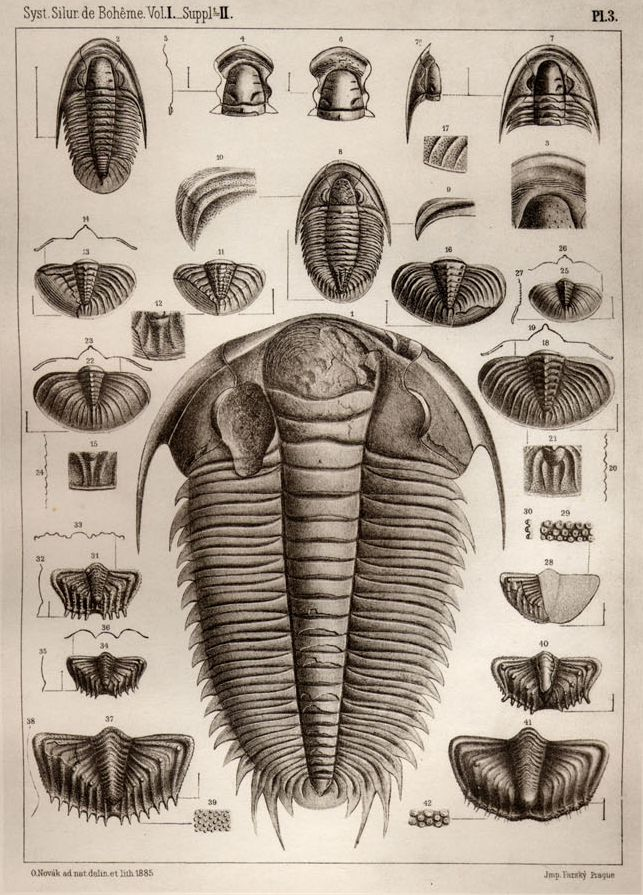